# Династија Танг
Династија Танг или Династија Тан (кин: 唐朝, 18. јун 618 — 4. јун 907.) је била кинеска царска династија која је наследила династију Суи и након које Кина улази у раздобље Пет династија и десет краљевстава. Основала ју је породица Ли (李), која је дошла на власт током зенита и распада Суи Царства. Династија је делимично била прекинута за време Друге Џоу династије (16. септембар 690 — 3. март 705.) када је царица Ву Цетјен преузела престо, поставши тако једина кинеска царица која је самостално владала.
Династија Танг се сматра врхунцем кинеске цивилизације и златним добом космополитске кинеске културе. Територија Кине је за време династије Танг, у бројним војним походима раних владара, нарасла више него за време династије Хан, а популација је прешла 50 милиона становника.
Династија Танг са својим главним градом у Чангану (данашњем Си'ану), најмногољуднијем граду на свету у то време, је општеприхваћена као највиша тачка у развоју кинеске цивилизације, једнаке (или чак и веће важности) од раније Династије Хан — златног доба градске културе. Њена територија, прибављена током ратова њених раних владара, је била већи него територија Династије Хан, а била је подједнака са територијом каснијих династија Јуан и Ћинг. У два пописа становништва у 7. и 8. веку Танг записи процењују број становника (према броју забележених домаћинстава) на око 50 милиона људи.a[›] Чак и кад је средишња власт постепено ослабила током 9. века и није била у могућности да направи тачан попис становништва, ипак су проценили да је број становника до тада нарастао на отприлике 80 милиона људи.
Захваљујући тако великом броју становника, династија је могла подизати професионалне и регрутоване војске од стотина хиљада војника да би се надметала с номадским народима за доминацију над средишњом Азијом и уносним трговачким путевима уздуж Пута Свиле. Многе државе и краљевства су плаћале данак Танг двору, а Танг је уједно и покорио неколико покрајина којима је посредно управљано кроз систем протектората. Изузев политичког, Династија Танг је имала и снажан културолошки утицај на суседне државе попут оних на подручју данашње Кореје, Јапана и Вијетнама.
Династија Танг је била раздобље напретка и стабилности, изузев током побуне Ана Лушана и током слабљења средишње власти у каснијој половини династијске власти. Попут претходне Династије Суи, Династија Танг је имала систем државне службе који је запошљавао службенике на основу стандардизираних испита и препорука за службу. Овај друштвени поредак је нарушен јачањем покрајинских војних управитеља званих цзедуши током 9. века. Кинеска култура је цветала и дозревала током владавине Династије Танг, те се то раздобље сматра највећим у кинеској поезији. Два најпознатија кинеска песника: Ду Фу и Ли Бај су припадали овом раздобљу као и многи познати сликари попут: Хан Гана, Чжан Суана и Чжоу Фана. Многа књижевна и научна дела, енциклопедије и атласи настали током Династије Танг заузимају важно место у развоју кинеске књижевности.
Многи важни изуми су из раздобља Династије Танг укључујући и развој дрвеног штампања. Будизам има значајан утицај на кинеску културу тог раздобља и разне кинеске секте добијају на важности. Будисти ће касније бити прогоњени од стране државе и тај утицај ће бити знатно умањен. Иако су династија и средишња власт слабили током 9. века, уметност и култура су и даље цветали. Ослабљена средишња власт се углавном повукла из управљања економијом, али упркос томе трговина и производња су углавном остали нетакнути и чак напредовали.

## Успон династије Танг
Династију Танг је основала породица Ли, која је преузела власт за време распада династије Суи, која је пропала делимично због терета наметнутих јавним радовима, као што је Велики канал, а делимично због скупих покушаја да се освоји територија данашње Северне Кореје.
Династија Танг је на почетку, у том времену многобројних побуна, успела са створи снажно централизирано царство са делотворним системом управљања. Њену владавину подржавао је Царски испитни систем, чији задатак је био избор образованих грађана који ће служити царству. Систем се одржао све до почетка 20. века.
Након неколико година унутрашњег јачања, династија Танг је започела ширење ван својих граница. До 660-их војска династије Танг интервенисала је у Индији, заузела Тарим и Џунгарију и накратко успоставила протекторате у Тухаристану, Согдијани и Фергани. Око 660. године Кинеско царство је имало највећу површину све до 18. века. Кинеска култура и систем управљања ширили су се паралелно са војним освајањима па су успоставили кинеско културно јединство на Далеком истоку, које се одржало и дуго након пропасти династије Танг.

## Врхунац Царства
Царство је било повезано мрежом поштанских путева, док је превоз између подручја у долини реке Јангце, која су се брзо развијала, и севера био омогућен делотворним системом канала и пловних путева. Путна мрежа је била оријентисана према престолници, Чангану, који је остао политичко и стратешко средиште царства. Ипак, привредни центри су се налазили у северној равници око доњег тока Јангцеа. Већину трговине на Путу свиле водили су Кинези и номадски народи средишње Азије.
У 8. веку, као последица привредног развоја, дошло је и до знатног повећања броја становништва.
Верска и филозофска идеологија будизма је постала саставни део кинеске културе, али никада није потиснула изворна кинеска веровања, па ће у 9. веку власт прогнати будизам и његов утицај ће ослабити. Упркос силазној путањи династије Танг, уметност и култура ће наставити да се развијају. Два најславнија кинеска песника потичу из овог доба, Ду Фу и Ли Бај, као и многи други уметници.
Такође је цветало писање дела из историје, али настају и енциклопедије и књиге о географији и медицини. Јавили су се и многи проналасци, попут дрвореза, сатних механизама, унапређења картографије, па чак и примена хидраулике код покретања вентилатора.

## Пропаст династије Танг
Граничарски генерал Ан Лушан дигао је 755. године буну која је знатно ослабила династију Танг. У бурним годинама које су уследиле, Кина се повукла из средишње Азије и постала затворенија, деломично и због ширења ислама који је до 8. века дошао до Фергане а потом постао доминантан и у Туркестану. На унутрашњем плану царска је власт ослабила, моћ је прешла на провинције, а многи главни градови су прерасли у велике и богате метрополе. Истовремено долази до великих премештања становништва према долини реке Јангце, где су се користиле нове пољопривредне методе. Трговина је цветала, а мрежа малих трговачких градова је расла.
Крајем 9. века велики сељачки устанак је готово уништио средишњу власт династије Танг. Кина је подељена на 10 држава са малим остатком царства којим је владало пет династија у низу (тзв. Период пет династија и десет краљевстава). Тек 960. године долази до поновног уједињења земље под династијом Сунг.

## Трговина и ширење културе
Путем копнене трговине дуж пута свиле и поморске трговине прекоморским једрењем, Танг династија је била у могућности да стекне мноштво нових технологија, културних обичаја, ретких луксуза, и савремених предмета. Од Блиског истока, Индије, Персије, и централне Азије, династија је стекла нове идеје у моди, нове врсте керамике и побољшано ковање сребра. Кинези су такође постепено усвојили страни концепт хоклице и столице за седење, док су раније увек седели на простиркама простртим по поду. На Блиском истоку, исламски свет је ценио и куповао знатне количине кинеских добара као што је свила, лакирано и порцеланско посуђе. Песме, игре и музички инструменти из страних региона су постали популарни у Кини током Танг династије. Ти инструменти су обухватали oboe, флауте, и мале лакиране бубњеве из Куче у Таримској котлини, и удараљке из Индије, као што су чинеле. На двору је било девет музичких ансамбала (проширено са седам током Суи династије) који су представљали музику из целе Азије.
Постојао је знатан контакт и интерес у Индији као центару будистичког знања, са познатим путницима и истраживачима, као што је Суанцан (умро 664.) који је посетио Јужноазијски потконтинент. Након седамнаестогодишњег путовања, Суанцан је успео да донесе назад вредне санскритске текстове за превод на Кинески. Исто тако је постојао туркијско–кинески речник за озбиљне научнике и студенте, док су туркијске народне песме послужиле као инспирација за део кинеске поезије. У унутарашњости Кине, трговину је олакшавао Велики канал и рационализација Танг влада великог система канала, чиме су се смањивали трошкови транспорта житарица и друге робе. Држава је такође управљала са око 32.100 km (19.900 mi) дугим рутама поштанске службе коњима или бродом.

### Пут свиле
Мада је пут свиле од Кине до Запада иницијално формулисан током владавине цара Ву (141–87 п. н. е.) током династије Хан, био је поновно отворен у време Танг династије године 639. кад је Хоу Ђуњи (умро 643.) освојио Запад, и оставио пут отворен током скоро четири деценије. Пут је затворен након што су Тибетанци заузели територију 678, али је 699, током периода цара Ву, пут свиле поновно отворен кад је Танг династија освојила четири гарнизоан Анксија оригинално успостављена 640., јео једном повезујући Кину директно са Западом путем копнене трговине.
Династија Танг је заузела виталну руту кроз Гилгит долину од Тибета 722. године. Тибетанци су је повратили 737, а Кинези поново преузели контролу под командом Гогурјео-Кореан генерала Гао Цјанџи. Кад је побуна Ана Лушана окончана 763, Танг империја је још једном изгубила контролу над својим западним земљама, пошто је Тибетанска империја у знатној мери одсекла кинески директни приступ путу свиле. Једна унутрашња побуна 848. године је збацила тибетанског владара, и Танг Кина је повратила своје северозападне префектуре од Тибета 851. године. Те области су садржале кључне испашне области и пашњаке за узгој коња који су били од изузетне важности за Танг династију.
Упркос тога што су многи западни путници долазили у Кину да живе и тргују, многи путници, који су углавном религиозни монаси, оставили су записе о строгим граничним законима које су Кинези спроводили. Као што је монах Сјуенцанг и многи други монаси осведочили, постојало је мноштво кинеских граничних прелаза дуж пута свиле на којима су провераване путне исправе за улаз у Танг империју. Осим тога, одметништво је представљало проблем дуж прелаза и оазних насеља, као што је Сјуенцанг такође забележио, његову су групу путника више пута напали бандити.
Пут свиле је исто тако утицао на уметност Танг династије. Коњи су постали значајан симбол просперитета и моћи као и инструмент војне и дипломатске политике. Коњи су такође поштовани као сродници змајева.

## Култура и друштво

### Књижевност
Танг период је био златно доба кинеске књижевности и уметности. Преко 48.900 песама које је написало око 2.200  аутора је сачувано до данас. Умеће састављања поезије постала је обавезна студија за оне који су желели да положе царске испите, док је поезија такође била веома конкурентна; песничка такмичења међу гостима на банкетима и дворјанима била су уобичајена.
У овом периоду су објављене велике енциклопедије.

### Религија
Истакнути статус будизма у кинеској култури почео је да опада како су династија и централна влада губили на утицају током касног 8. до 9. века. Будистички манастири и храмови који су претходно били ослобођени државних пореза били су на мети државе за опорезивање. Током 845. цар Вузонг од Танга коначно је затворио 4.600 будистичких манастира заједно са 40.000 храмова и светилишта, присиљавајући 260.000 будистичких монаха и монахиња да се врате секуларном животу; ова серија догађаја ће касније бити названа једним од четири будистичка прогона у Кини. Иако је забрана укинута само неколико година касније, будизам никада није повратио свој раније доминантни статус у кинеској култури.

### Одмор и спорт
Више од ранијих периода, Танг ера је била позната по времену резервисаном за слободне активности, посебно међу вишим слојевима. Људи су у овом периоду играли многе спортове и практиковали активности на отвореном, укључујући стреличарство, лов, поло, цују (фудбал), борбе петлова,  па чак и навлачење конопа. Државни службеници су имали годишњи одмор. Званичници су добијали 30 слободних дана сваке три године, да посете родитеље ако су живели 1600 километара или 15 слободних дана ако су родитељи живели више од 269 километара далеко (време путовања није укључено).  Службеници су добијали девет дана одмора за венчања сина или ћерке, и пет, три или један слободан дан/дан за венчање блиских рођака (време путовања није укључено). Службеници су такође добијали укупно три слободна дана за обред иницијације сина (по обреду је постајао мушко) као и један слободан дан за церемонију обреда иницијације сина блиског рођака.
Страни спорт јахања коња, поло из Персије, постао је веома популаран тренд међу кинеском елитом, а жене су се често бавиле тим спортом (као што приказују фигурице од глазиране земљане керамике из тог временског периода).
Традиционални кинески празници као што су Кинеска Нова година, Фестивал лампиона, Фестивал хладне хране и други празници били су универзално празновани. У Чангану је увек било живахно славље, посебно за Фестивал лампиона пошто је влада укинула ноћни полицијски час у граду три дана заредом. Између 628. и 758. године, царски престо је организовао шездесет девет великих карневала широм земље, које је цар одобравао у случају посебних околности као што су важне војне победе, обилне жетве после дуге суше или глади, давање амнестије, или у случају рата новог престолонаследника. За посебне прославе у ери Танга, понекад су се припремале велике раскошне гозбе. Ово је укључивало припремљену гозбу за 1.100 старешина Чангана 664. године, гозбу која је одржана за 3.500 официра 768. године и једну гозбу организовану 826. за 1.200 чланова царске породице и жена које су живеле у палати. Конзумација алкохола била је истакнути аспект кинеске културе; људи су током Танга пили за скоро сваки друштвени догађај.

### Одевање и права жена
Концепт права жена и друштвеног статуса током ере власти династије Танг био је изразито либералан за то време. Међутим, ово је углавном било резервисано за урбане жене елитног статуса.
Одећа је прављена од свиле, вуне или лана у зависности од друштвеног статуса и онога што је појединац могао да приушти. Штавише, постојали су закони који су одређивали какву одећу ко може да носи. Боја одеће је такође указивала на чин. Током овог периода, моћ, култура, економија и утицај Кине су напредовали. Као резултат тога, жене су могле да приуште да носе широке хаљине широких рукава. Чак су и женске хаљине ниже класе имале рукаве широке од 120 до 150 центиметара.

### Чај и кухиња
Током ранијих северних и јужних династија (420–589), а можда и раније, пијење чаја постало је популарно у јужној Кини. На чај се тада гледало као на укусни напитак који има бенефите за здравље. Током династије Танг, чај је постао синоним за све софистицирано у друштву. Песник Лу Тонг (790–835) је највећи део своје поезије посветио љубави према чају. Аутор из 8. века Лу Ју је чак написао расправу о уметности испијања чаја, под називом Класика чаја. Иако се папир за умотавање користио у Кини од 2. века пре нове ере, за време династије Танг Кинези су користили папир за умотавање да би задржали и сачували укус листова чаја.  Ово је уследило након многих других употреба папира, као што је прва забележена употреба тоалет папира коју је 589. направио научник-званичник Јан Зхитуи (531–591), што је потврдио 851. арапски путник који је приметио да Кинези нису чисти јер су користили тоалет папир уместо да се перу водом.
Од трговине са иностранством, Кинези су набављали брескве из Самарканда, урме, пистаће и смокве из Великог Ирана, пињоле и корење гинсенга из Кореје и манго из југоисточне Азије. У Кини је била велика потражња за шећером; током владавине Харше над Северном Индијом (р. 606–647), индијски изасланици су Кинезима довели су два произвођача шећера који су успешно научили Кинезе како да узгајају шећерну трску. Памук је такође стизао из Индије као готов производ из Бенгала, иако су Кинези управо за време Танга почели да узгајају и прерађују памук, а од периода династије Јуан памук је постао главна текстилна тканина у Кини.
Нека храна је такође била забрањена, јер је суд Танг охрабривао људе да не једу говедину. То је било због тога што је бик био вредна радне животиње. Од 831. до 833. цар Вензонг из Танга је чак забранио клање стоке на основу верских уверења проистеклих из будизма.
Методе чувања хране биле су важне и практиковане широм Кине. Обични људи су користили једноставне методе очувања, као што су копање дубоких ровова и рупа за сољење хране. Цар је имао велике ледене јаме, док су богаташи и елита имали своје мање јаме за лед. Сваке године цар је давао раднике да изтржу 1000 блокова леда из залеђених потока у планинским долинама, сваки блок је био димензија скоро 1 метар са 11 метара. Током лета се уживало у смрзнутим делицијама попут охлађене диње.